# 伊茲瓦雷萊蘇切韋鄉
47°45′N 25°11′E / 47.750°N 25.183°E
伊茲瓦雷萊蘇切韋鄉（羅馬尼亞語：Comuna Izvoarele Sucevei, Suceava），是羅馬尼亞的鄉份，位於該國東北部，由蘇恰瓦縣負責管轄，面積133平方公里，海拔高度1,033米，2007年人口2,356，人口密度每平方公里18人。